# Irish Rebel Music
Irish Rebel Music („Irische Rebellenmusik“) ist ein Subgenre von Irish Folk, die häufig mit identischen Musikinstrumenten gespielt wird; allerdings haben die Liedtexte den irischen Nationalismus zum Gegenstand.

## Geschichte
Die irische Rebellenmusik geht auf historische Ereignisse wie zum Beispiel Aufstände ein, beschreibt die Nöte des Lebens unter bedrückender Fremdherrschaft, aber auch die starken Gefühle von Solidarität, Loyalität und Entschlossenheit, und sie preist tapfere Helden. Andere Lieder beinhalten Heldentaten von irischen Brigaden, die für Frankreich und Spanien kämpften, oder während des Amerikanischen Bürgerkriegs. Seit den 1920er Jahren hat sich ein Fokus auf Nordirland gerichtet, was die Unterstützung der Irish Republican Army (IRA) und Sinn Féin einschließt.
Über Jahre hinweg haben zahlreiche Musikbands einen Übergang vom traditionellen Rhythmus, wie reels und jigs, zu anderen Musikrichtungen hergestellt, indem sie die Lyrik der irischen Rebellenmusik und deren Instrumente mit anderen populären Musikrichtungen gemischt haben. Damien Dempsey ist bekannt für seine von der Popmusik beeinflussten Rebellenballaden und Musikbands wie die Seanchai and the Unity Squad und Beltaine's Fire kombinieren Rebellenmusik mit politischen Hip-Hop und anderen Genres.

## Jüngste Zeit
Irische Rebellenmusik hat mehrfach internationale Aufmerksamkeit gewonnen. Die Version A Nation Once Again der Musikband The Wolfe Tones wurde vom  BBC World Service auf Platz eins im Jahre 2002 gewählt.
Die Ballade The Men Behind the Wire, die die Band Barleycorn vortrug, war beispielsweise zu Beginn des Jahres 1972 insgesamt fünf Wochen lang die Nummer 1 in der Hitliste von Irland.
Einige der populär gewordenen Gruppen sind Saoirse, Éire Óg, Athenrye, Shebeen, Mise Éire und Pádraig Mór, und diese kommen aus Glasgow. The Bog Savages aus San Francisco nahmen einen Gefängnisflüchtling der IRA aus dem Gefängnis von Long Kesh in ihrem Musikstück Great Escape zum Inhalt.
Musik dieses Genre hat oft zu Kontroversen geführt, beispielsweise als die Luftfahrtgesellschaften der Republik Irland in den 1980er Jahren diese Musik aus ihren Flugzeugen verbannten. In den späten 2000er Jahren wurde die Musik von Derek Warfield auf Flügen der Aer Lingus verbannt, nachdem Roy Beggs Jr., ein Politiker der konservativen Ulster Unionist Party, dieses Liedgut mit den Reden von Osama bin Laden verglichen hatte. Jedoch ist ein zentraler Grundsatz der Legalität der Rebellenmusik, dass diese Musik und ihre Repräsentanten die lang bestehende Tradition der Freiheit der Meinung und der freien Rede hochhalten.

## Bekannte Bands und Interpreten (Auswahl)
- Adelante[5] (schottische Band)
- Athenrye[6] (schottische Band)
- Alistair Hulett[7] (schottischer Sänger)
- The Balladeers Barleycorn[8] (nordirische Band mit irischen und schottischen Sängern)
- Black 47[9] (US-amerikanische Band; New York)
- Blarney Pilgrims[10] (US-amerikanische Band, North Carolina)
- The Bleeding Irish[11] (US-amerikanische Band, Southern California)
- The Spirit of Sixty 7[12]
- Spirit Of Freedom[13] (nordirische Band)
- Bluestack[14] (US-amerikanische Band, Chicago)
- The Bog Savages[15] (US-amerikanische Band, Northern California)
- Tommy Dempsey[16] (US-amerikanischer Interpret, Boston)
- Dave Kincaid (US-amerikanischer Interpret, New York)
- Dan Hannon (US-amerikanischer Interpret, Columbia)
- Ciaran Murphy[17] (nordirischer Interpret)
- Boston’s Erin Og[18] (US-amerikanische Band, Boston)
- Charlie and The Bhoys[19] (schottisch-irische Band, Glasgow)
- Christy Moore[20] (irischer Interpret)
- Claymore[21] (deutsche Band)
- Connor Kelly[22] (schottischer Interpret)
- The Clancy Brothers[23] (Band im County Tipperary, Irland)
- Derek Warfield[24] (irischer Sänger, Mitglied Wolfe Tune)
- The Druids[25][26] (irische Band)
- Éire Óg[27] (schottische Band)
- Flying Column (Band aus Belfast)
- Gary Óg[27] (schottischer Interpret)
- Glasnevin[28] (schottische Band)
- Irish Brigade[29] (irische Band)
- Mise Éire[30] (schottische Band, Glasgow)
- The Paddywagon Band[31] (nordirische Band)
- Paddy Rooney[32] (schottischer Interpret)
- Padraig Mór[33] (schottischer Interpret)
- Pangur Bán[34] (irische Band aus Derry)
- Rebel Hearts[35] (irische Band)
- Seanchai[36] (einzige Hip-Hop-Band der irischen Rebellenmusik, New York)
- Shebeen[37] (irische Band)
- Sinéad O’Connor (irische Sängerin)
- Slievenamon[38] (irische Band)
- Music of Mark O’Neill[39] (irische Band)
- Summerfly (deutsche Band)
- The Unity Squad[40] (irische Hip-Hop-Band)
- Ten Second March[41] (schwedische Band)
- The Battering Ram (irische Band)[42][43]
- The Dubliners (irische Band)
- The Exiles[44]
- THE WAKES[45]
- Young Dubliners[46] (amerikanische Band)
- Wilderness 1916 (irische Band)
- Wolfhound[47] (Band aus Belfast)
- Wolfe Tones[48]
- The Ravens (irische Band)

## Liste bekannter Songs

### Songs im Rhythmus von reels und jigs
- Belfast Brigade
- Back Home in Derry
- Come All You Warriors
- Come out Ye Black and Tans
- Connaught Rangers (The Drums Were Beating)
- The Decommission Song / Stuff Your Decommission
- Erin Go Bragh
- Follow Me Up to Carlow
- Fighting Men from Crossmaglen[49]
- Join the British Army
- Give Ireland Back to the Irish
- Go On Home British Soldiers[50]
- God Save Ireland
- Green, White and Gold[51]
- Irish Citizen Army
- Johnston’s Motor Car
- Let the People Sing
- Long Kesh
- Loughgall Martyrs
- Masters of War
- My Fathers Gun[52]
- My Little Armalite
- Northern Gaels/Crumlin Jail
- Oró Sé do Bheatha ’Bhaile
- Say Hello To The Provos[53]
- Some Say the Devil is Dead
- Something Inside So Strong
- South Armagh Sniper
- Streets of New York
- Roll Of Honour[54]
- The Bold Fenian Men
- Tiocfaidh ár lá
- The Great Fenian Ram
- Terrorist Or A Dreamer[55]
- The Broad Black Brimmer
- The Eyes Of The IRA[56]
- The Helicopter Song
- The Men Behind the Wire
- The Minstrel Boy
- Old Fenian Gun[57]
- The Peeler and the Goat
- The Rifles of the IRA
- The Sam Song[58]
- Whiskey in the Jar
- You’ll Never Beat the Irish

### Balladen
- Ambush At Drumnakilly
- Amhrán na bhFiann (The Soldier’s Song) – The Irish National Anthem
- A Nation Once Again
- Banna Strand (Lonely Banna Strand)
- Boolavogue
- Billy Reid
- Ciaran Nugent
- Death Before Revenge[59]
- Down by the Glenside (The Bold Fenian Men)
- Dunlavin Green
- Dying Rebel
- Éamonn an Chnoic (Ned of the Hill)
- Foggy Dew
- Four Green Fields
- Gerard Casey[60]
- Ireland Unfree
- Joe McCann
- Joe McDonnell
- Kevin Barry
- Only Our Rivers Run Free
- Pearse Jordan
- Sean South
- Seán Treacy
- Skibbereen
- Streets of Sorrow/Birmingham Six
- The Ballad of Mairead Farrell
- Take It Down from the Mast
- The Ballad of Ballinamore[61]
- The Boys of the Old Brigade
- The Boys of Wexford
- The Croppy Boy
- The Fields of Athenry
- The lonesome death of Rachel Corrie[62]
- The Patriot Game
- The People’s Own MP
- The Rising of the Moon
- The Town I Loved So Well
- The Valley of Knockanure
- The Wearing of the Green
- The Wind that Shakes the Barley
- There Were Roses[63]
- Tiocfaidh ár lá
- Tom Williams
- Tone's Grave (Bodenstown Churchyard)
- Women of Ireland (Mná na h-Éireann)
- Pat of Mullingar
- Michael Collins
- James Connolly
- Arthur McBride
- Padraic Pearse
- Roddy McCorley

## Sunday Bloody Sunday
Der Hit von U2 aus dem Jahr 1982, Sunday Bloody Sunday, ist entgegen dem öffentlichen Glauben not a rebel song (kein Rebellensong). Dies führte der Bandsänger Bono aus, bevor die Band ihre War Tour ausführte und das Stück erstmals spielte. Die Liedlyrik beschreibt den Horror, der sie befiel, als sie den Nordirlandkonflikt betrachteten, denn hauptsächlich befasst sich der Bloody Sunday in Derry damit, dass britische Truppen auf zivile Demonstranten schossen. Der Song suggeriert, dass nicht Nordirland eine eigene Nation werden sollte oder dass das British Empire seine Besetzung fortführt, sondern dass sie einen Weg finden sollten, sich ohne Gewalt miteinander auseinanderzusetzen.
Als Replik auf U2 verfasste Sinéad O’Connor ein Lied mit dem Titel This is a Rebel Song.